# Stadtsparkasse Rheine
Die Stadtsparkasse Rheine ist eine Sparkasse in Nordrhein-Westfalen mit Sitz in Rheine. Sie ist eine Anstalt des öffentlichen Rechts.

## Geschäftsgebiet und Träger
Das Geschäftsgebiet der Stadtsparkasse Rheine umfasst die Stadt Rheine im Kreis Steinfurt, welche auch Trägerin der Sparkasse ist.

## Geschäftszahlen
Die Stadtsparkasse Rheine wies im Geschäftsjahr 2023 eine Bilanzsumme von 1,683 Mrd. Euro aus und verfügte über Kundeneinlagen von 1,199 Mrd. Euro. Gemäß der Sparkassenrangliste 2023 liegt sie nach Bilanzsumme auf Rang 260. Sie unterhält 12 Filialen/Selbstbedienungsstandorte und beschäftigt 229 Mitarbeiter.

## Sparkassen-Finanzgruppe
Die Stadtsparkasse Rheine ist Teil der Sparkassen-Finanzgruppe und gehört damit auch ihrem Haftungsverbund an. Er sichert den Bestand der Institute und sorgt dafür, dass sie auch im Fall der Insolvenz einzelner Sparkassen alle Verbindlichkeiten erfüllen können. Die Sparkasse vermittelt Bausparverträge der regionalen Landesbausparkasse, offene Investmentfonds der Deka und Versicherungen der Provinzial NordWest. Im Bereich des Leasing arbeitet die Stadtsparkasse Rheine mit der  Deutschen Leasing zusammen. Die Funktion der Sparkassenzentralbank nimmt die Landesbank Hessen-Thüringen wahr.